# St. Thomas of Aquinas
Die St. Thomas of Aquinas, auch St. Thomas Aquinas, war eine philippinische RoPax-Fracht- und Passagierfähre, die am 16. August 2013 bei Cebu nach einer Kollision mit einem Stückgutschiff sank. Dabei kamen über 90 Passagiere und Besatzungsmitglieder zu Tode und eine größere Zahl an Personen wird seitdem vermisst.

## Geschichte
Das Fährschiff wurde von der Fährgesellschaft Meimon Car Ferry K.K. aus Kitakyushu bei der Werft Onomichi Dockyard im japanischen Onomichi in Auftrag gegeben. Das Schiff mit der Baunummer 239 wurde 1972 abgeliefert und kam 1973 als Ferry Sumiyoshi in Fahrt. Nachdem das Schiff später unter gleichem Namen von der K.K. Meimon Taiyo Ferry betrieben wurde, verkaufte diese es Anfang der 1990er Jahre an die philippinische Reederei Aboitiz, die es im philippinischen Inseldienst einsetzte. Seit 2003 wurde die Fähre, die mehrfach den Namen wechselte, von der 2Go-Gruppe eingesetzt und wurde 2012 schließlich auch auf diese chinesisch kontrollierte Gesellschaft übertragen und in St. Thomas of Aquinas umbenannt (nach dem mittelalterlichen Philosophen Thomas von Aquin). Etwa einen Monat nach der Übernahme, am 16. September 2012, musste das Schiff kurz vor der Anlegestelle in Iloilo aufgrund eines Maschinenschadens eine Notankerung vornehmen. Die 561 Passagiere der Fähre mussten mit einem Hafenschlepper an Land gebracht werden. Im darauf folgenden Dezember absolvierte das Schiff die bis zum 31. Dezember 2017 gültige große Klassenerneuerung der Klassifikationsgesellschaft American Bureau of Shipping.

### Kollision mit derSulpicio Express Siete
Am Abend des 16. August 2013 befand sich die St. Thomas of Aquinas auf einer Reise von Nasipit durch die Camotes-See und den Olango-Kanal nach Cebu City. Beim Einlaufen in den Hafen kollidierte die Fähre gegen 21 Uhr mit dem 1981 in Polen gebauten Frachtschiff Sulpicio Express Siete der Reederei Philippine Span Asia Carrier (vormals Sulpicio Lines) aus Manila, das auf dem Weg von Cebu nach Manila war. Die Fähre erlitt einen großen Wassereinbruch und sank daraufhin innerhalb kurzer Zeit etwa zwei Kilometer vor Talisay im an der Unglücksstelle etwa 33 Meter tiefen Wasser. Direkt nach der Kollision gab der Kapitän der St. Thomas of Aquinas das Signal zum Verlassen des Schiffes, es kam jedoch zu einer Panik an Bord. Beim Sinken der Fähre gaben Besatzungsmitglieder Schwimmwesten aus und viele Passagiere sprangen ins Wasser. Einige in der Umgebung befindliche Schiffe, darunter auch die im Vorschiffsbereich stark beschädigte, aber schwimmfähige Sulpicio Express Siete und mehrere Fischerboote, nahmen zahlreiche der im Wasser treibenden Schiffbrüchigen auf, darüber hinaus schwamm eine Reihe von Personen ans verhältnismäßig nahe Ufer. Die folgenden Rettungsmaßnahmen, zu der auch die Untersuchung des gesunkenen Schiffes durch Taucher zählt, wurden von einem tropischen Tiefdruckgebiet, das schlechtes Wetter mit sich brachte, und von austretendem Öl behindert.
Laut Besatzungs- und Passagierlisten befanden sich 754 Passagiere und 116 Besatzungsmitglieder, insgesamt also 870 Personen an Bord des Fährschiffs, von denen am Tag nach der Kollision 31 als tot und 172 als weiterhin vermisst gemeldet wurden. Am 29. August hatte sich die Zahl der Toten auf 91 erhöht und die Zahl der Vermissten auf 46 verringert.

## Folgen und Untersuchung
Die philippinische Maritime Industry Authority (MARINA) verbot den Reedereien 2GO Group und Philippine Span Asia Carrier Corporation am 17. August aufgrund der Kollision zunächst den weiteren Betrieb ihrer Flotten.
Die am 23. August 2013 begonnene Untersuchung machte verschiedene mögliche Gründe für die Kollision fest. Die Sulpicio Express Siete fuhr im für den einkommenden Verkehr bestimmten Fahrwasser entgegen der vorgeschriebenen Fahrtrichtung. Die mit rund 15 Knoten Geschwindigkeit einkommende St. Thomas of Aquinas konnte ihre Fahrt nicht rechtzeitig vermindern und änderte zudem ihren Kurs vor dem Zusammenstoß nach Backbord, statt nach Steuerbord. Beide Fahrzeuge änderten ihren Kurs vor dem Zusammenstoß noch ein weiteres Mal, die Sulpicio Express Siete nach Backbord und die St. Thomas of Aquinas nach Steuerbord.

## Technik
Die RoRo-Fahrzeug- und Passagierfähre verfügte über insgesamt fünf Decks und einen durchlaufenden Aufbau. Die zwei Rolldecks konnten über Bug- und Heckrampe be- und entladen werden. Der Antrieb des Schiffes bestand aus zwei Mitsubishi-MAN-Vierzehnzylinder-Viertakt-Dieselmotoren des Typs V14V40/54 mit einer Leistung von jeweils 5669,6 kW, die auf zwei Propeller wirkten und dem Schiff eine maximale Geschwindigkeit von rund 19 Knoten verliehen. Die Energieversorgung an Bord wurde von drei Generatoren mit jeweils 570 kW Leistung bereitgestellt.
Unter japanischer Bereederung war die Passagierkapazität auf maximal 900 Personen festgelegt, im philippinischen Inseldienst waren bis zu 1010 Fahrgäste zugelassen.